# Schenksches Haus

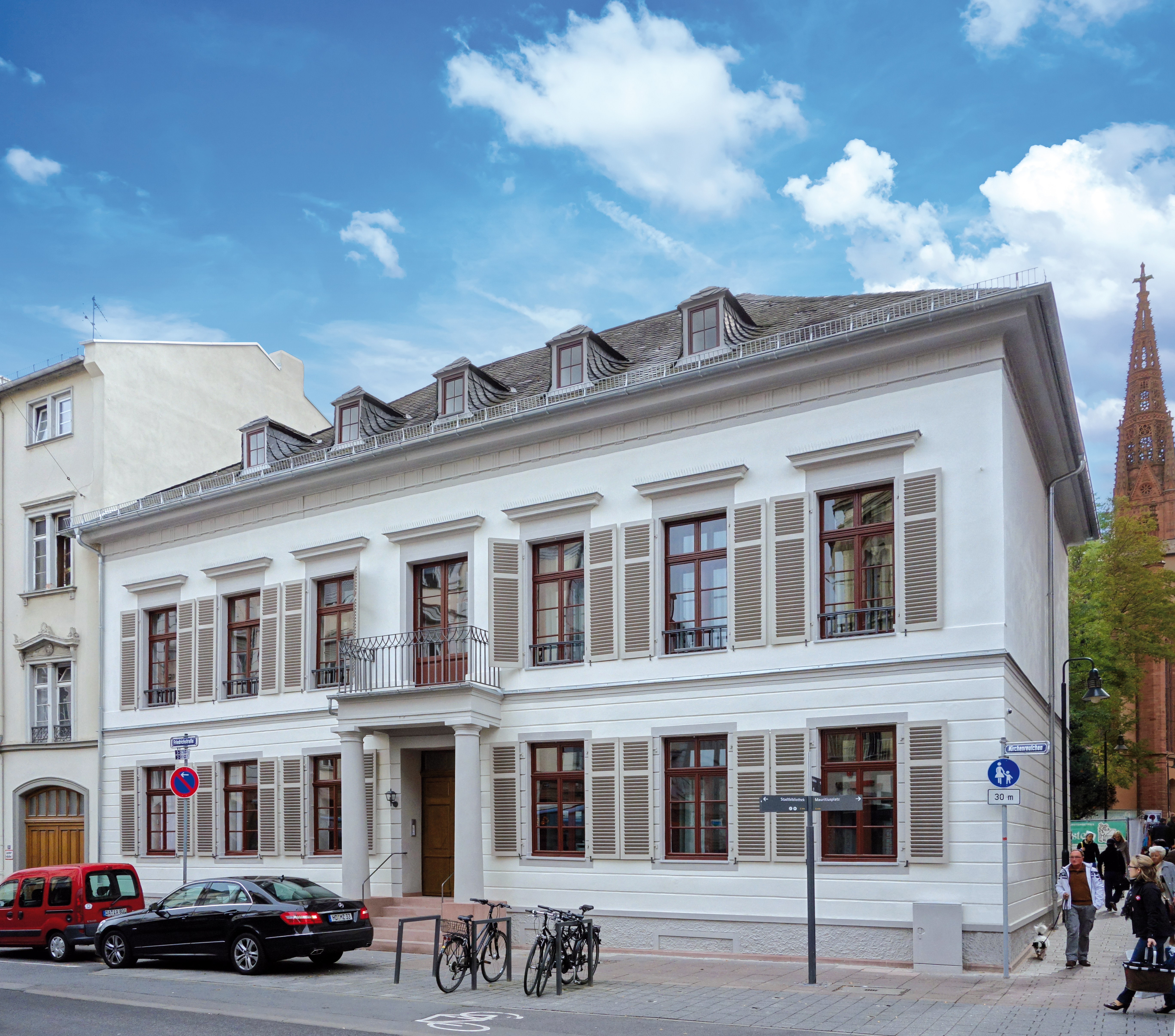
Das Haus nach der Renovierung 2012

Das Schenksche Haus ist ein klassizistisches Bauwerk in Wiesbaden. Das denkmalgeschützte Gebäude wurde zwischen 1813 und 1817 während der herzoglich-nassauischen Stadterweiterung an der Friedrichstraße erbaut (heute Nr. 32). Es wird dem Wiesbadener Architekten Christian Zais zugeschrieben. Seinen Namen erhielt das Haus von seinem ersten Bewohner, dem Regierungsrat Carl Friedrich Schenk.
Das repräsentative Wohnhaus verfügt über sieben Achsen und zwei Geschosse. Vor der mittigen Eingangstür des symmetrischen Gebäudes befindet sich ein auf tuskischen Säulen ruhender Freisitz. Das Walmdach trägt fünf Dachgauben.

## Geschichte

Die Umgebung des Schenkschen Hauses (Bildmitte) gegenüber der Einmündung der Neugasse um 1826

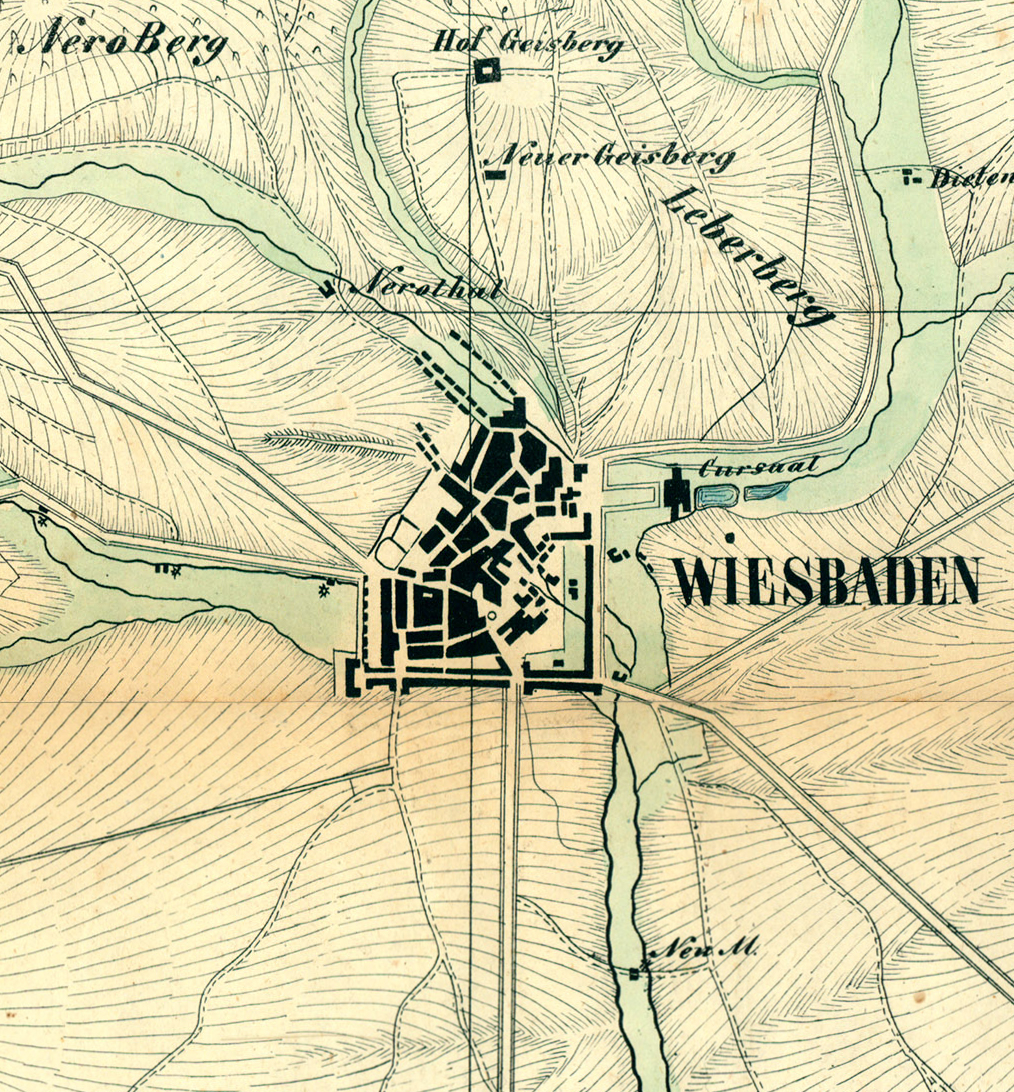
Wiesbaden um 1819. Die Friedrichstraße, am Südrand der Stadt, verläuft von links nach rechts durch die Bildmitte

Im Gründungsprozess des Herzogtums Nassau wurde Wiesbaden 1806 als Regierungssitz des neuen Staates bestimmt. In Folge kam es zur Anlage der Friedrichsstraße [sic!], die das später so genannte Historische Fünfeck südlich begrenzte. Grundlage war der von Carl Florian Goetz erarbeitete Bebauungsplan, zu dem auch Modell-Bauvorschriften für neu zu errichtende Häuser gehörten. Den Bauantrag für das Haus nach dieser Musterbauverordnung reichte der Apotheker Otto 1813 ein. Nach einer Äußerung von Helfrich Bernhard Hundeshagen im Dezember 1815 stammt der Entwurf von Christian Zais, einem Mitarbeiter von Carl Florian Goetz. Aufgrund von finanziellen Schwierigkeiten verkaufte Otto den Rohbau 1815 an den Buchhändler Ludwig Schellenberg. Dieser veräußere noch vor Vollendung das Gebäude an Carl Friedrich Schenk der es 1816 fertigstellte.
Im Zuge der Planungen zum geplanten Neubau des Stadtschlosses am Luisenplatz wurde das Haus vom herzoglichen Hof erworben, weil es im Bereich des geplanten Schlosshofs lag. Da das Schloss dann jedoch nahe der historischen Stadtburg an der Marktstraße realisiert wurde, ging das Gebäude 1835 in städtischen Besitz über. Seit 1845 war die Rezeptur (Finanzamt) untergebracht. Im Jahr 1860 wurde der Anbau im Hof des Gebäudes errichtet und das Anwesen von der Polizeidirektion übernommen. Nach deren Verlegung 1904 wurde das Schenksche Haus unterschiedlich genutzt. Es war unter anderem Pfarrhaus und Kindergarten der St. Bonifatius-Gemeinde und ab 1935 erneut Sitz des 1. Polizeireviers, das 2009 an den Platz der Deutschen Einheit umzog.
Nach der umfassenden Renovierung 2012 befinden sich heute im Gebäude die Landesstiftung Miteinander in Hessen, das Festivalbüro des GoEast-Filmfestivals, das Freiwilligenzentrum Wiesbaden e.V. und diverse stadtnahe Einrichtungen.